# زندانیان معبد خورشید (بازی ویدئویی)
«زندانیان معبد خورشید» (انگلیسی: Prisoners of the Sun (video game)) یک بازی ویدئویی در سبک نقش‌آفرینی است که توسط اینفوگرمز اینترتیمنت و در سال ۱۹۹۷ و در پلت‌فرم‌های مایکروسافت ویندوز و سوپر نینتندو منتشر شده‌است.این بازی بر اساس داستان «هفت گوی بلورین» و «معبد خورشید» ساخته شده است که نویسنده این داستان ها هرژه می باشد.